# Релігійний центр Божа церква України
Релігійний Центр Божа Церква України

## Історія Союзу
"Релігійний Центр Божа Церква України" вважає себе спадкоємцем «Церкви Божої» в Україні, що була насаджена місією американської Церкви Божої (Клівленд, Теннессі). Її праця розпочалася в Україні у 1924 році. Вона була поширеним п’ятдесятницьким рухом на Західній частині України за часів Польщі. Цей рух був розширений і налічував за різними даними близько 320-327 церков на Західній Україні. Центр знаходився в місті Кременець. Центр мав своє видання та семінарію, збереглося багато копій цих видань та вчень. 
Після захоплення Радянським Союзом Західної України цей центр було перенесено до Польщі в м. Люблін. 
Пізніше деякі із цих церков були підпорядковані в існуюче тоді часу Баптиське Об'єднання, а частина пішла в підпілля; вони не були ідентифіковані в окремо братство. 
Під час репресій безліч служителів були знищені через гоніння та переслідування. 

### Оновлення братства
Фактично "Релігійний Центр Божа Церква України" є дуже близьким до Всеукраїнського союзу церков християн віри євангельської — п'ятдесятників, але через певні історичні обставини ці дві близькі за духом церкви діють окремо, хоч подібними за віровченням та походженням.
Поновлення роботи по створенню Об’єднання розпочалося служителями--місіонерами, які повернулися з Заходу в Україну у 1989 – 1991 роках для поновлення цієї роботи та пошуку коріння, яке було тут. Внаслідок цього було віднайдено приблизно 30-33 церкви, що мали своє на той час Об'єднання. Вони і стали засновниками оновленого Об'єднання. 
В 1995 року був зібраний Оргкомітет Об'єднання, який і проводив свою працю до 1997 року. Того ж року були зібрані всі документи і надані для реєстрації. І за один рік великої боротьби було створено і зареєстровано Об'єднання „Божа Церква в пророцтвах в Україні”. З 1997 року воно існувало як самостійне Об'єднання, яке має внутрішню структуру та впорядкування, і має співпрацю з усіма Об'єднаннями Християнських напрямків, визнаючи себе, як Християни Віри Євангельської п’ятидесятницького напрямку. 
У 2001 році на з’їзді Об'єднання було прийнято рішення про зміну назви Об'єднання, і через деякій час переєструвалися й зробили назву „Релігійний Центр Божої Церкви Християн віри Євангельської України”.

### Керівництво
Керівництво Об'єднання Релігійного Центру Божої Церкви України Християн віри Євангельської складається із Комітету єпископів, до якого входять представництва від усіх областей України. 
Керівним органом Релігійного Центру є Комітет єпископів. Головують в Комітеті двоє служителів, які між собою розподіляють функції, як співголови, один – по зовнішньому представництву Об'єднання, другий – по внутрішньому (або духовному) представництву і служінню в Об'єднанні. 
Першу посаду займає Вознюк Віталій Володимирович. Посаду духовного служителя-- Фалій Віталій Дмитрович. Обидва з них мають єпископський сан та міжнародне визнання. Ці служителі є українцями. 
До основних навчальних заходів Об'єднання відносяться створені біблійні коледжі та біблійні школи, які направлені на виховання нових служителів, посвячених для служіння Господу. 
Об'єднання має періодичні видання в регіонах. В Центральному регіоні є видавництво в Кіровоградській області, на півдні – в Криму, видавництво в Західній Україні, у Львівській області в м. Трускавець, також в Харкові та в Луганської області.